# Kostel svatého Michala (Znojmo)
Kostel svatého Michala je římskokatolický kostel ve Znojmě je románský, pozdně goticky a pak i renesančně a barokně přestavěný chrám poblíž znojemského hradu. Byl postavený pravděpodobně již ve 12. století a gotická přestavba byla dokončena roku 1508. Od roku 1973 je zapsán do státního seznamu kulturních památek.
Kostel tvoří dvě stavby, vlastní kostel a vedle něj samostatně stojící barokní zvonice.

## Historie

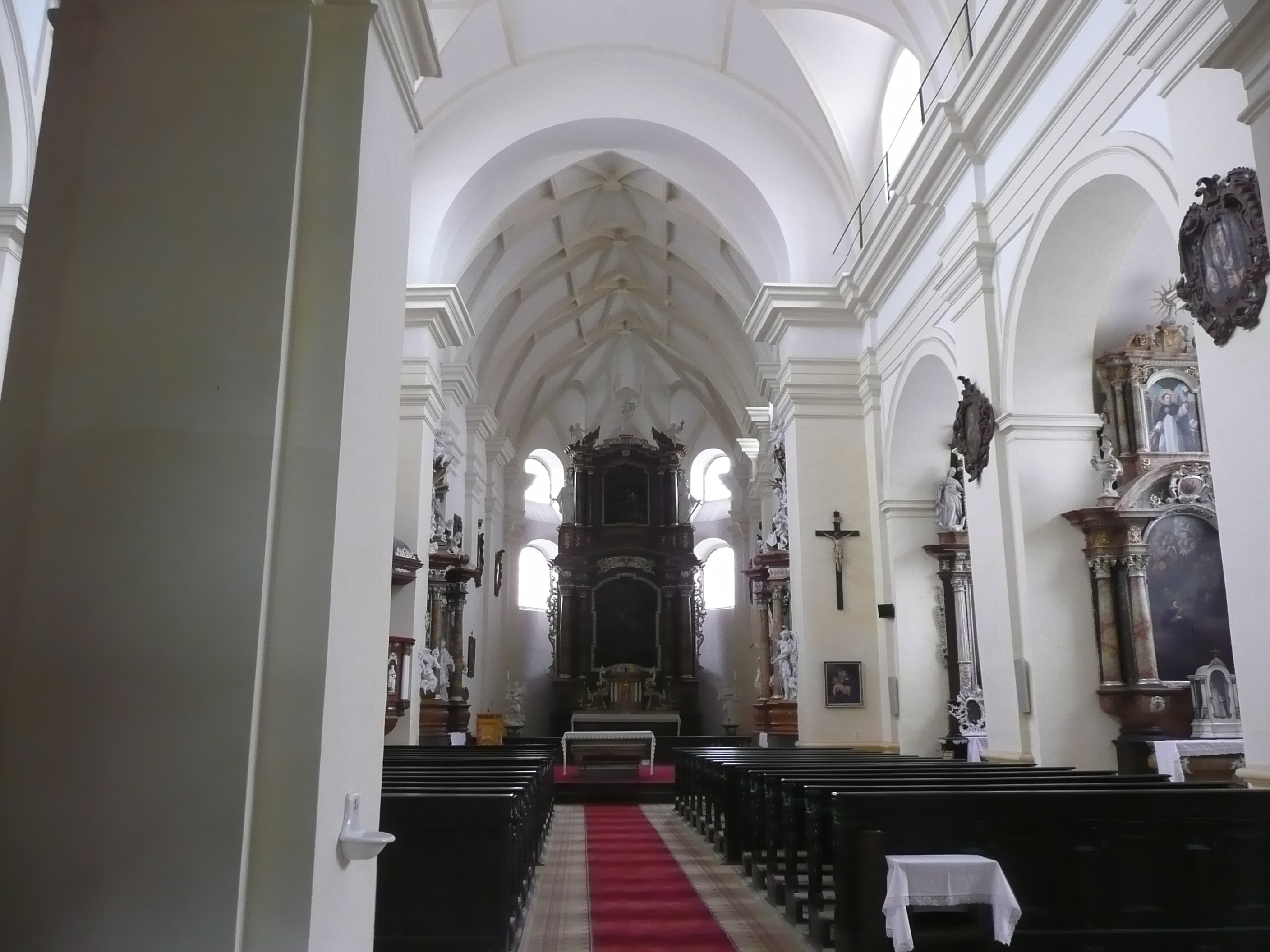
Interiér kostela

Měl být postaven již ve 12. století a měl nahradit pohanské rituální kultiště.
Kostel velmi utrpěl během obléhání města husity, kdy byl téměř úplně zničen.
Později bylo kněžiště zastřešeno složitou hvězdicovou klenbou, v roce 1624 byl kostel předán do správy jezuitskému řádu, jenž nechal kostel přestavět do nynější barokní podoby a v přilehlých budovách jezuitské koleje zavedl výuku.
Ke kostelu náležela kostelní věž, jež se dvakrát zřítila – poprvé v roce 1581 a podruhé v roce 1642. V roce 1852 byla věž postavena nově a byla tak postavena odděleně od kostela.